# 新生村 (南投縣)
新生村是臺灣南投縣仁愛鄉的一個村，位於該鄉西北部北港溪流域，東依發祥村，西接互助村，南鄰埔里鎮、南豐村與大同村，北與臺中市和平區接壤。村內有眉原（眉社）等聚落。

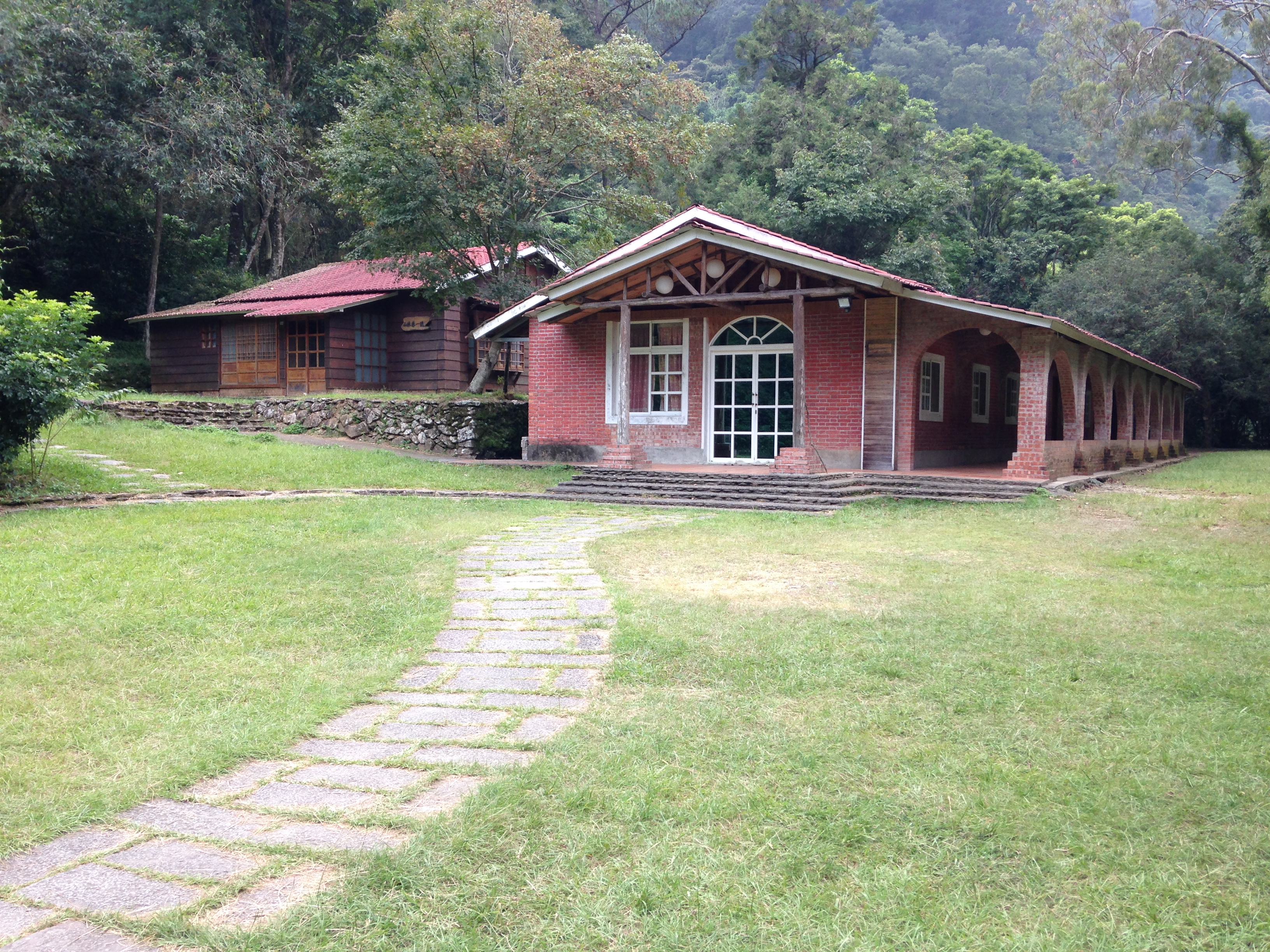
惠蓀實驗林場內部

## 交通動線
- 投80線（眉原橋）[1]:128

## 設施與景點

### 眉原
由日治時期的バイバラ社（眉原）與北海道帝國大學農學部演習林所組成。
| - 行政院農業委員會林務局南投林區管理處眉原護管所 - 南投縣政府警察局仁愛分局眉原派出所 - 天主教臺灣教省臺中教區眉原教會 - 臺灣基督長老教會泰雅爾中會眉原教會 - 真耶穌教會臺灣總會西區辦事處新生教會 - 國立中興大學園藝試驗場高冷地分場 | - 國立中興大學惠蓀實驗林場:236 - 惠蓀林場渡假山莊 - 惠蓀林場國際會議中心 - 湯公亭 - 咖啡園展示服務中心:126（萱野） - 臺灣原生樹種園 |

## 自然景觀
| - 北港溪 - 美湯岸溪 - 關刀溪 - 尾敏溪 - 九仙溪（惠蓀溫泉） - 東峰溪 - 椿谷溪 - 合水溪 - 眉溪 - 墘溪             | \| - 眉原山 - 我音山 - 八仙山 - 尾敏山 - 王瓣山 - 惠蓀實驗林場 - 惠蓀嶺（杜鵑嶺）[1]:127 - 松風山[1]:127 - 小出山 - 檜山 \| - 濁水山 - 有勝山 - 守城大山 - 守關山 - 八東山 - 北東眼山 \| |
| - 眉原山 - 我音山 - 八仙山 - 尾敏山 - 王瓣山 - 惠蓀實驗林場 - 惠蓀嶺（杜鵑嶺）:127 - 松風山:127 - 小出山 - 檜山 | - 濁水山 - 有勝山 - 守城大山 - 守關山 - 八東山 - 北東眼山 |